# Rudolf Patoczka

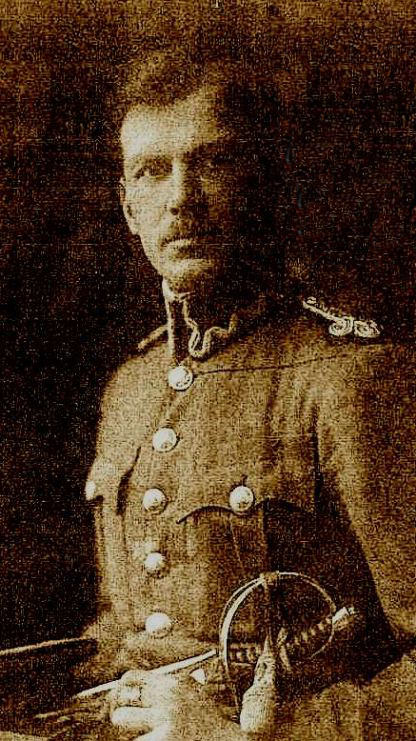
Rudolf Patoczka w mundurze oficera WP

Rudolf Patoczka vel Patočka (ur. 19 grudnia 1882 w Krakowie, zm. 10 sierpnia 1942 w KL Auschwitz) – pułkownik artylerii Wojska Polskiego.

## Życiorys
Urodził się 19 grudnia 1882 w Krakowie jako syn Wincentego (1848–1922), nadoficjała Kolei Północnej, i Wilhelminy z Reichelów (1856–1935). Był bratem Ottokara Wilhelma (1885–1940), majora intendenta, zamordowanego w Charkowie, Jarosława (1894–1963), żołnierza Legionów Polskich, majora dyplomowanego artylerii i Bogumiła (1884–1947), majora administracji.
W 1904 ukończył naukę w c. k. Wyższej Szkole Realnej w Krakowie. Po odbyciu służby wojskowej w cesarskiej i królewskiej armii, w charakterze jednorocznego ochotnika, został mianowany kadetem rezerwy–zastępcą oficera ze starszeństwem z 1 stycznia 1906 i przydzielony w rezerwie do 1 pułku artylerii dywizyjnej w Krakowie. W 1908 został przemianowany na oficera zawodowego, mianowany porucznikiem ze starszeństwem z 1 listopada 1908 w korpusie oficerów artylerii polowej i górskiej oraz wcielony do 1 pułku armat polowych w Krakowie. W 1913 został przeniesiony do 7 pułku artylerii górskiej w Mostarze i mianowany nadporucznikiem ze starszeństwem z 1 listopada 1913 w korpusie oficerów artylerii polowej i górskiej. W szeregach tego pułku wziął udział w mobilizacji sił zbrojnych Monarchii Austro-Węgierskiej, wprowadzonej w związku z wojną na Bałkanach (1913–1914), a następnie walczył na frontach I wojny światowej. Na stopień kapitana został mianowany ze starszeństwem z 1 lutego 1916 w korpusie oficerów artylerii polowej i górskiej.
21 czerwca 1919 został dowódcą I dywizjonu 6 pułku artylerii ciężkiej. W listopadzie tego roku na czele dywizjonu wyjechał na front litewsko-białoruski. W kwietniu 1921 został zastępcą dowódcy 5 pułku artylerii ciężkiej w Krakowie, a w listopadzie tego roku objął jego dowództwo. W marcu 1929 został zwolniony ze stanowiska dowódcy 5 pac i oddany do dyspozycji dowódcy Okręgu Korpusu Nr V, a z dniem 31 sierpnia tego roku przeniesiony w stan spoczynku.
W 1934, będąc oficerem w stanie spoczynku, pozostawał w ewidencji Powiatowej Komendy Uzupełnień Kraków Miasto. Posiadał przydział do Oficerskiej Kadry Okręgowej Nr V. Był wówczas „w dyspozycji dowódcy Okręgu Korpusu Nr V”.
Rudolf był żonaty z Jadwigą z Płodowskich (1901–1943), z którą miał dwie córki: Wandę (ur. 1923) i Annę (ur. 1925). Rodzina mieszkała w Krynicy. W czasie okupacji niemieckiej wszyscy czworo osadzeni zostali w więzieniu w Tarnowie, skąd Niemcy przewieźli ich w dwóch transportach do obozu koncentracyjnego Auschwitz. Rudolf trafił tam jako pierwszy 8 lipca 1942 na mocy decyzji SiPo i Sicherheitsdienstu dystryktu krakowskiego i dostał numer więźniarski 46335. Zginął nieco ponad miesiąc później, 10 sierpnia 1942. Żonę Jadwigę wraz z córkami Niemcy przewieźli do Auschwitz 6 stycznia 1943. Jadwiga (numer więźniarski 28007) podobnie jak jej mąż zginęła niecałe półtora miesiąca od osadzenia, 15 lutego 1943. Obie córki w 1944 zostały przeniesione do obozu koncentracyjnego Natzweiler i przeżyły. Również bratanek Rudolfa (syn Ottokara Wilhelma) porucznik piechoty Włodzimierz Andrzej (ur. 1914), dowódca 6. kompanii 17 Pułku Piechoty, był więźniem Auschwitz (transport z 25 lutego 1941, numer więźniarski 10810), skąd 12 marca 1943 w pierwszym transporcie z Auschwitz trafił do Buchenwaldu (numer więźniarski taki sam jak w Auschwitz). Przeżył.

## Ordery i odznaczenia
- Krzyż Walecznych[33][34]

W czasie służby w c. i k. armii otrzymał:
- Krzyż Zasługi Wojskowej 3 klasy z dekoracją wojenną i mieczami,
- Srebrny Medal Zasługi Wojskowej z mieczami na wstążce Krzyża Zasługi Wojskowej trzykrotnie,
- Brązowy Medal Zasługi Wojskowej z mieczami na wstążce Krzyża Zasługi Wojskowej,
- Krzyż Wojskowy Karola,
- Krzyż Jubileuszowy Wojskowy,
- Krzyż Pamiątkowy Mobilizacji 1912–1913[35].